# Atiratecan
Atiratecan ist ein experimenteller Arzneistoff, der zur Behandlung von Krebserkrankungen (z. B. Bauchspeicheldrüsenkrebs, Eierstockkrebs, Leberkrebs) entwickelt wird. Die Substanz leitet sich strukturell von dem Alkaloid Camptothecin ab und befand sich in Phase-II Studien zur Behandlung von Magen- und Darmkrebs, diese wurden jedoch im Juli 2011 eingestellt.